# Дати, Леонардо
Леонардо Дати (итал. Leonardo Dati; 1360, Флоренция — 16 марта 1425) — монах-доминиканец, писатель, гуманист. В 1414—1425 годах — генеральный магистр ордена проповедников (доминиканцев). Старший брат флорентийского купца-мемуариста Грегорио Дати.

## Биография

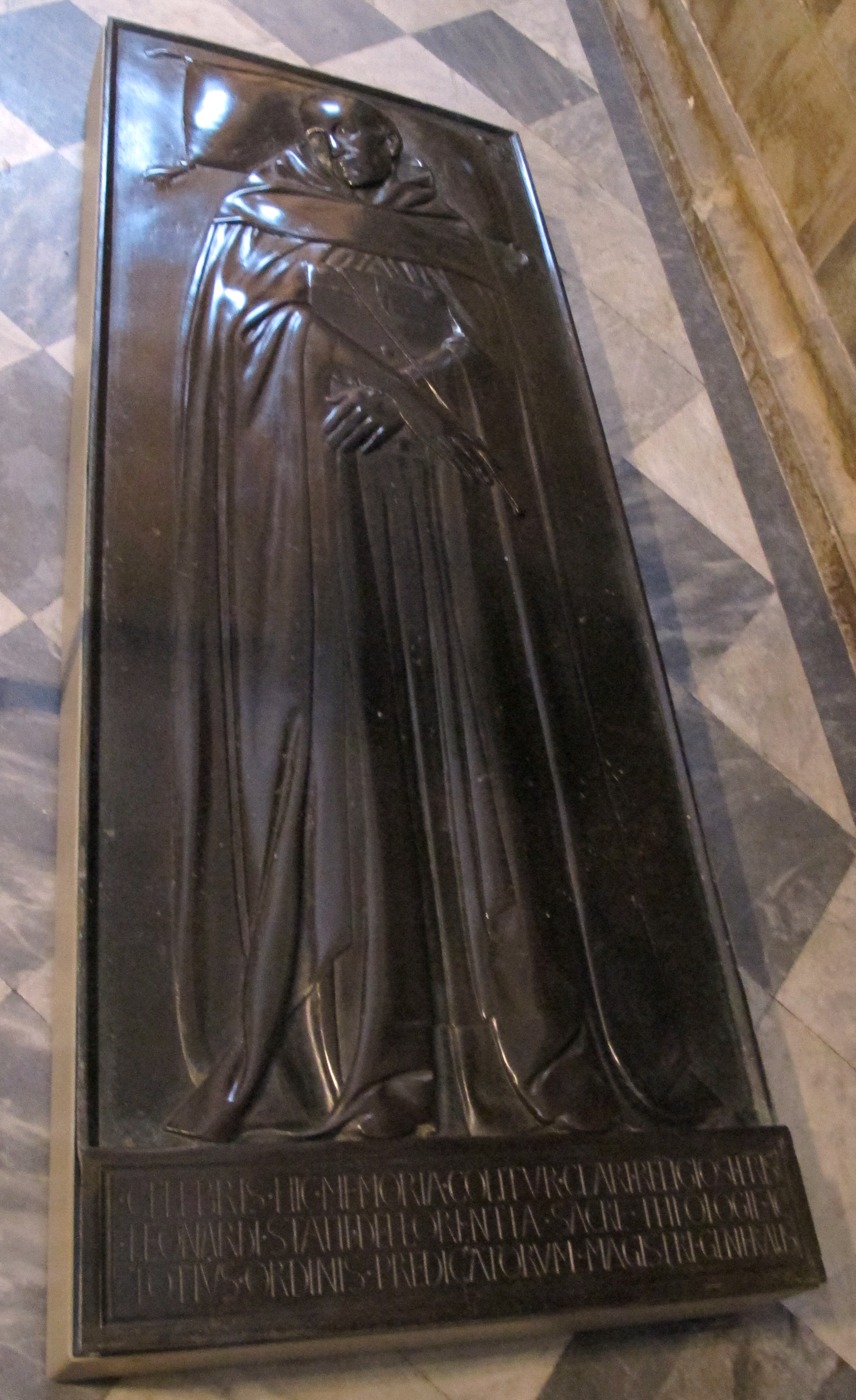
Могила Леонардо Дати. Автор надгробия — Лоренцо Гиберти

Родился во Флоренции. В 1375 году вступил в доминиканский орден в церкви Санта-Мария-Новелла, десятью годами позже был рукоположен в священники. В 1395 году получил степень магистра богословия, а в 1401 году стал приором монастыря Санта-Мария-Новелла.
Принимал участие в Пизанском соборе 1409 года. С начала Констанцского собора стал генеральным магистром доминиканцев.
Был известным писателем и гуманистом своего времени, наиболее вероятный автор астрономического сочинения «Сфера», возможно написанного совместно с братом Грегорио, упоминавшегося у Леонардо да Винчи. Кроме «Сферы» до нас дошёл текст некоторых проповедей, в которых Дати красноречиво защищает папскую власть в Церкви, споря с концилиаристами.
Похоронен в церкви Санта-Мария-Новелла. Его бронзовая гробница выполнена Лоренцо Гиберти ещё при жизни Дати. Сам Гиберти писал об этом:
Затем я сделал из бронзы гробницу мессера Леонардо Дати, генерала ордена братьев-проповедников: это чрезвычайно учёный человек, и я сделал его портрет с натуры; гробница исполнена в низком рельефе с эпитафией внизу.
.